# Medalha Abbyann D. Lynch
A Medalha  Abbyann D. Lynch foi instituída em 2001 pela Sociedade Real do Canadá   e "Associated Medical Services Incorporated" para recompensar um ou uma canadense pela publicação de um trabalho ( livro, reportagem, monografia ou artigo) relevante no campo da bioética.
A distinção foi nomeada em homenagem ao bioeticista e ex-presidente da AMS, professor Abbyann D. Lynch.
A concessão é conferida anualmente, se houver um autor que preencha os requisitos. Além da medalha de bronze, o agraciado recebe a quantia em dinheiro de $2,000.

## Laureados
- 2003 - Hubert Doucet
- 2005 - Jocelyn Downie
- 2006 - Christine Overall